# Amenia (genre)
Pour les articles homonymes, voir Amenia (homonymie).
Genre
Amenia est un genre de mouches de la famille des Calliphoridae.